# 欧州連合外務・安全保障政策上級代表
欧州連合外務・安全保障政策上級代表（おうしゅうれんごうがいむ・あんぜんほしょうせいさくじょうきゅうだいひょう）は、欧州連合の共通外交・安全保障政策の調整を担う役職。2009年、リスボン条約発効後初の代表としてキャサリン・アシュトンが就いた。リスボン条約発効後に新設される欧州対外行動局を牽引する役職でもある。
もともとこの役職はアムステルダム条約で「共通外交・安全保障政策上級代表」として設置され、リスボン条約が発効するまでの10年にわたってハビエル・ソラナが務めてきた。リスボン条約によりこの役職は欧州委員会の副委員長と欧州連合理事会の外務理事会議長を兼ねることとなった。アメリカ合衆国のクリントン政権は2000年5月に共通外交・安全保障政策上級代表について、かつてヘンリー・キッシンジャーが発言したとされる“Who do I call if I want to call Europe?”（ヨーロッパに電話するとき、だれにかければよいのか？）という疑問に答えられるものだとした。また、その立場から「EU外相」ともいわれている。

## 沿革
アムステルダム条約によって共通外交・安全保障政策上級代表が国際的に欧州連合を代表する役職として設置されたが、このとき共通外交・安全保障政策上級代表は欧州連合理事会事務総長が兼ねることとなった。そのため当時の事務総長であったユルゲン・トルンプフが初代上級代表に就任したものの、その任期はほんの数か月程度であった。ハビエル・ソラナが就任すると、共通外交・安全保障政策上級代表の役割は急速に拡大し、多くの権限が上級代表に統合されていった。
欧州憲法条約では欧州委員会の対外関係担当委員と共通外交・安全保障政策上級代表を統合して、欧州連合外務・安全保障担当大臣が設置されることとなっていたが、欧州憲法条約は発効が断念され、その代替となるリスボン条約は名称が改められた。リスボン条約では欧州連合外務・安全保障政策上級代表とされ、欧州憲法条約と同様に対外関係担当委員と共通外交・安全保障政策上級代表を統合し、欧州対外行動局の補佐を受けることとされた。当初はハビエル・ソラナがこの職に選出されていたが、役職の設置に遅れが生じたうえ共通外交・安全保障政策上級代表に10年間にわたって在任していたことから、ソラナは退任することを決めた。ソラナの在任中は地味な外交官として活動してきたうえ、交渉を重ねることに徹し、また不可能と思われた任務を成し遂げてきた。
リスボン条約の起草で欧州憲法条約にあった表現が改められたとはいえ、多くのメディアではこの役職を「外相」と呼びならわしている。ところが外務・安全保障政策上級代表は欧州連合理事会事務総長との兼職を廃した一方で、欧州委員会副委員長を兼ねさせることとした。上級代表と欧州委員会委員を統合することによって、キッシンジャーの疑問に対する答えをより明確にするものとされている。
（仮訳）外交政策担当の上級代表職、つまるところ外相職が設置されることで、現在の状況に大きな変化をもたらすことになるだろう。外相職の設置でハビエル・ソラナ上級代表のいまの権能と、欧州委員会で欧州連合の対外支援を担当しているベニータ・フェレロ＝ヴァルトナー委員の権能のような、役職が重複している状態が解消されることになる。ひとりの人物が外交上の諸懸案に対処することになるし、ヘンリー・キッシンジャーのかの有名な‘ I want to speak to Europe.’という電話にも応じることができるのだ。—ヴァレリー・ジスカール・デスタン、Le blog de Val"e"ry Giscard d'Estaing（2007年7月5日）
多くの候補が挙がったなかで、欧州理事会は非公式会合でイギリス出身のキャサリン・アシュトンを初代外務・安全保障政策上級代表に指名することで合意した。当時アシュトンは欧州委員会の通商担当委員を務めており、外交の経験がなかった。中道左派所属の各国首脳らが全員一致して推したことで、アシュトンは最有力候補に押し上げられたのである。アシュトンの正式な就任には欧州議会の承認が必要である。またこの会合では欧州連合理事会事務総長にピエール・ド・ボワシューが任命され、上級代表と事務総長が兼務しないということが改めて示された。

## 権能
欧州連合加盟国のあいだで外交政策が合意されると、外務・安全保障政策上級代表はその範囲において欧州連合を代表し、加盟国に代わって交渉にあたる。外務・安全保障政策上級代表は反テロリスト調整官などの任命や特別代表の職務調整を行なう。また欧州連合理事会に対して報告や提案を行なう。さらに共通外交・安全保障政策を担い、共通安全保障防衛政策の調整や特別代表らを指揮するほか、以下の職務を担当する。
- 欧州対外行動局の長
- 欧州委員会において外交を担当する副委員長
- 外務理事会の議長
- 西欧同盟の事務総長
- 欧州防衛機関の長
- 欧州連合安全保障研究所の理事長

2009年に欧州連合理事会議長国であったスウェーデンによる提案では、外務・安全保障政策上級代表は欧州対外行動局の人事と予算を管轄し、また配分される予算の規模を提案するものとなっている。外務・安全保障政策上級代表は欧州対外行動局の職員を任用し、安全保障問題や情報共有を含めた全般的な外交政策（欧州委員会とともに行なうような通商、開発、拡大を除く）を担っている。ところが政策の実施にあたっては、外務・安全保障政策上級代表はまずその準備にあたり、正式な決定は欧州連合理事会において加盟国によってなされなければならない。また外務・安全保障政策上級代表は活動の内容について欧州議会に報告しなければならない。
欧州連合条約第15条第2項では以下のように規定されている。
（仮訳）欧州理事会は加盟国の国家元首または政府首脳、およびその議長と欧州委員会の委員長で構成されるものとする。欧州連合外務・安全保障政策上級代表はその職務に関して欧州理事会に出席するものとする。
また第18条では次のようにうたっている。
（仮訳）
1. 欧州理事会は欧州委員会委員長の同意を受けて、条件付きの多数決によって欧州連合外務・安全保障政策上級代表を指名する。欧州理事会は同様の手続きによって上級代表の任期を満了させることができる。
2. 上級代表は連合の共通外交・安全保障政策を実行する。上級代表は自ら提案することでかかる政策の発展に寄与し、理事会から負託されたとおりに行動するものとする。これは共通安全保障防衛政策についても同様とする。
3. 上級代表は外務理事会を主宰する。
4. 上級代表は欧州委員会の副委員長の1人とする。上級代表は連合の対外行動の一貫性を確保するものとする。上級代表は欧州委員会においては対外関係政策についての職責を担い、またほかの分野における連合の対外行動の調整を行なう。欧州委員会においてこれらの職責を実施するにあたっては、これらの職責についてのみ、上級代表は第2項および第3項に適う範囲において欧州委員会の手続きに拘束される。

## 上級代表の一覧
| 所属グループ： 社会主義G/社会主義政党連盟/欧州社会党 |

| 共通外交・安全保障政策上級代表 （欧州連合理事会事務総長） | 共通外交・安全保障政策上級代表 （欧州連合理事会事務総長）                               | 共通外交・安全保障政策上級代表 （欧州連合理事会事務総長） | 共通外交・安全保障政策上級代表 （欧州連合理事会事務総長） | 共通外交・安全保障政策上級代表 （欧州連合理事会事務総長） | 共通外交・安全保障政策上級代表 （欧州連合理事会事務総長） | 共通外交・安全保障政策上級代表 （欧州連合理事会事務総長） | 共通外交・安全保障政策上級代表 （欧州連合理事会事務総長） | 共通外交・安全保障政策上級代表 （欧州連合理事会事務総長） |
| 代                                                        | 代表                                                                                    | 代表                                                      | 出身国                                                    | 所属グループ所属政党                                      | 期                                                        | 在任期間                                                  | 在任期間                                                  | 備考                                                      |
| --------------------------------------------------------- | --------------------------------------------------------------------------------------- | --------------------------------------------------------- | --------------------------------------------------------- | --------------------------------------------------------- | --------------------------------------------------------- | --------------------------------------------------------- | --------------------------------------------------------- | --------------------------------------------------------- |
| 00－                                                      | ユルゲン・トルンプフ Jürgen Trumpf                                                      |                                                           | ドイツ                                                    | 無所属                                                    | －                                                        | 1999年5月1日 - 1999年10月17日                             | 169日                                                     |                                                           |
| 00－                                                      | フランシスコ・ハビエル・ソラーナ・デ・マダリアーガ Francisco Javier Solana de Madariaga |                                                           | スペイン                                                  | 欧州社会党（PES）スペイン社会労働党（PSOE）               | －                                                        | 1999年10月18日 - 2009年11月30日                           | 10年 + 43日                                               |                                                           |
| 外務・安全保障政策連合上級代表 （欧州委員会副委員長）     |                                                                                         |                                                           |                                                           |                                                           |                                                           |                                                           |                                                           |                                                           |
| 代                                                        | 代表                                                                                    | 代表                                                      | 出身国                                                    | 所属グループ所属政党                                      | 期                                                        | 在任期間                                                  | 在任期間                                                  | 備考                                                      |
| 001                                                       | キャサリン・マーガレット・アシュトン Catherine Margaret Ashton                          |                                                           | イギリス                                                  | 欧州社会党（PES）労働党（LP）                             | －                                                        | 2009年12月1日 - 2014年11月1日                             | 4年 + 335日                                               |                                                           |
| 002                                                       | フェデリカ・モゲリーニ Federica Mogherini                                               |                                                           | イタリア                                                  | 欧州社会党（PES）民主党（PD）                             | －                                                        | 2014年11月1日 - 2019年11月30日                            | 5年 + 29日                                                |                                                           |
| 003                                                       | ジョセップ・ボレル・フォンテジェス Josep Borrell i Fontelles                            |                                                           | スペイン                                                  | 欧州社会党（PES）スペイン社会労働党                       | －                                                        | 2019年12月1日 -2024年11月30日                             | 4年 + 365日                                               |                                                           |
| 004                                                       | カヤ・カッラス Kaja Kallas                                                              |                                                           | エストニア                                                | 欧州自由民主同盟党（ALDE）エストニア改革党                | －                                                        | 2024年12月1日 - （現職）                                  | 101日                                                     |                                                           |